# 47.ª División (Ejército Popular de la República)
La 47.ª División fue una de las divisiones del Ejército Popular de la República que se organizaron durante la guerra civil española sobre la base de las Brigadas Mixtas. Tomó parte en las batallas de Brunete, Teruel y Levante.

## Historial
La división fue creada en junio de 1937 en el frente del Centro. Quedó constituida por las brigadas mixtas 69.ª, 99.ª y 151.ª; el mando fue conferido al mayor de milicias Gustavo Durán, mando veterano de la 69.ª Brigada Mixta.
Un mes después la división quedó situada como reserva del Ejército republicano de cara a la batalla de Brunete.
En diciembre de 1937 la unidad se encontraba desplegada en la zona de Cuenca-Tarancón, como reserva de las fuerzas republicanas que operaban en Teruel. A finales de diciembre fue enviada al frente para hacer frente a la contraofensiva franquista, quedando adescrita al V Cuerpo de Ejército. La 47.ª División lanzó furiosos contraataques en La Muela entre el 1 y el 3 de enero de 1938, logrando el 4 de enero que la 1.ª División de Navarra huyera de sus posiciones. En febrero, al comienzo de la batalla del Alfambra, permanecía en las cercanías de Teruel; cuando se consumó el desastre republicano del Alfambra, la unidad relevó al 67.ª División.
Durante la campaña de Aragón la unidad quedó muy quebrantada, quedando separada del V Cuerpo de Ejército tras el corte en dos de la zona republicana. El mando de la división lo tendría el mayor de milicias José Recalde Vela, veterano de la guerra en el Norte. En abril los restos de la división se encontraban en el sector costero al norte de Castellón. La división terminaría siendo disuelta, si bien posteriormente sería recreada nuevamente y asignada al XXII Cuerpo de Ejército. Tras ser reorganizada, durante la primavera y el verano de 1938 la unidad tomó parte en los combates de la campaña de Levante, haciendo frente a la ofensiva franquista.
En enero de 1939, integrada en el XXII Cuerpo de Ejército, participó en la batalla de Peñarroya. Con el apoyo de la 10.ª División, la 47.ª rompió el frente defendido por la 22.ª División franquista y avanzó sin oposición hasta tomar La Granjuela, muy adentrada en el territorio enemigo. Durante las siguientes jornadas realizó nuevos ataques, alcanzando las localidades de Coronada y Fuenteovejuna, si bien el frente terminaría estabilizándose. La 47.ª División, que tuvo una destacada actuación durante la batalla, fue la última unidad en retirarse la bolsa de Valsequillo. Tras el final de los combates regresó al frente de Levante. En marzo de 1939, cuando se produjo el golpe de Casado, el mayor Recalde se opuso al golpe y —tras destituir al coronel Juan Ibarrola— llegó a asumir el mando del XXII Cuerpo de Ejército. La unidad se autodisolvió al final de la contienda.

## Mandos
Comandantes
- mayor de milicias Gustavo Durán;
- mayor de milicias José Recalde Vela;[14]

Comisarios
- Álvaro Peláez Antón, del PCE;
- Félix Navarro Serrano, del PCE;[15]
- Diego Pastor Alonso, del PCE;[16]

Jefe de Estado Mayor
- mayor de milicias Ernst Adam;

## Orden de batalla
| Fecha                 | Cuerpo de Ejército adscrito | Brigadas Mixtas integradas | Frente de batalla |
| Junio de 1937         | —                           | 69.ª, 99.ª y 151.ª         | Centro            |
| 10 de agosto de 1937  | XVIII Cuerpo de Ejército    | 49.ª, 69.ª y 99.ª          | Centro            |
| Diciembre de 1937     | V Cuerpo de Ejército        | 49.ª y 69.ª                | Teruel            |
| Febrero-marzo de 1938 | V Cuerpo de Ejército        | 49.ª, 69.ª y 6.ª           | Aragón            |
| Agosto de 1938        | XXII Cuerpo de Ejército     | 49.ª, 69.ª y 74.ª          | Levante           |